# Gletscherhorn
Le Gletscherhorn est un sommet des Alpes bernoises, qui culmine à 3 983 m d'altitude.

## Premières ascensions
- 15 août 1867 : arête ouest par Christian Lauener et James John Hornby.
- 26 juillet 1897 : arête nord-est par Mme. Gallet, Julien Gallet, Joseph Kalbermatten, Christian Kaufmann.
- 9 juillet 1919 : arête sud-est par R. Hodel, Hans Lauper et H. Rey.
- 9-10 septembre 1931 : face nord-ouest par Alfred Drexel, Hermann Rudy, Erich Schulze et Willo Welzenbach.
- 16 juillet 1945 : voie Reiss-Etter-Jaun par E. Reiss, H. Etter & F. Jaun.
- 29 août 1945 : éperon nord par E. Reiss et H. Etter.
- 1er juin 1972 : voie Carrington-Rouse par Rab Carrington & Alan Rouse.

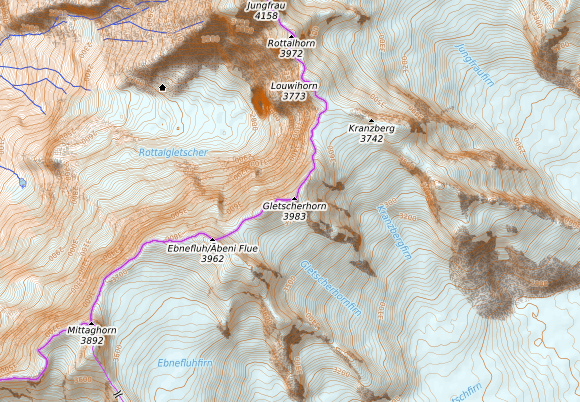
Carte topographique du Gletscherhorn.